# Catedrala din München
Catedrala din München, cunoscută și sub numele de Frauenkirche (numele întreg este Dom zu Unserer Lieben Frau), este o biserică din München, capitala landului Bavaria, care servește drept con-catedrală a Arhiepiscopiei de München și Freising, după catedrala propriu-zisă, Domul din Freising.
Turnurile bisericii sunt foarte vizibile, datorită limitelor de înălțime locale. În urma unui referendum local, administrația orașului a interzis construirea în centrul orașului de clădiri cu o înălțime mai mare de 99 m. Din noiembrie 2004, această interdicție a fost extinsă provizoriu și pentru celelalte cartiere și, ca urmare, nu pot fi construite clădiri în oraș peste înălțimea menționată anterior. Turnul de sud este deschis pentru cei care doresc să urce pe scări și oferă o priveliște unică asupra orașului München și a munților Alpi aflați în apropiere.

## Istoric

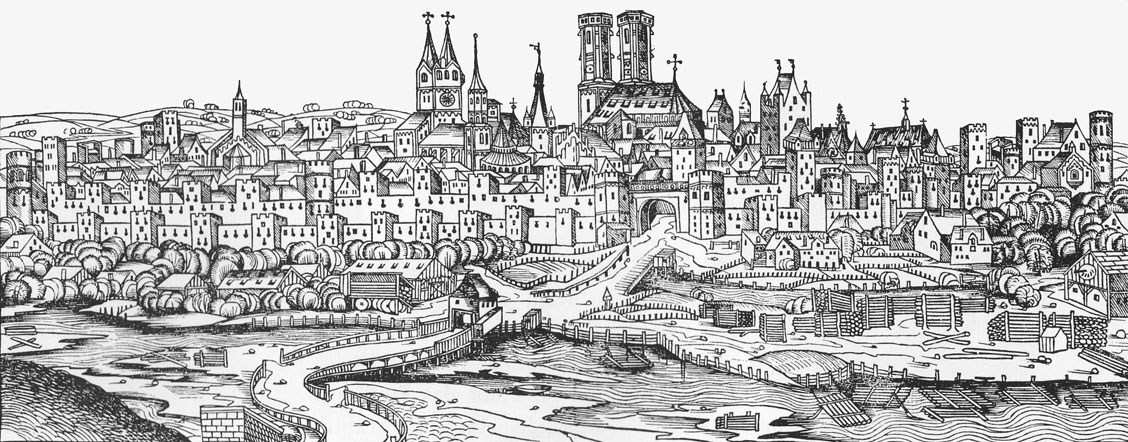
Vedere generală a oraşului München în Cronica de la Nürnberg, Frauenkirche se află în centrul imaginii

Chiar lângă primul inel de ziduri ale orașului, a fost adăugată în secolul al XII-lea o biserică în stil romanic, servind ca a doua parohie a orașului după biserica Alter Peter (poreclită "Batrânul Petru"), care este cea mai veche. Construcția actuală înlocuiește această biserică mai veche și a fost comandată de ducele Sigismund și de locuitorii din München.
Catedrala a fost construită în doar 20 de ani de Jörg von Halsbach. Din motive financiare și din cauza lipsei unei cariere de piatră în apropiere, cărămida a fost aleasă ca material de construcție. Construcția a început în 1468. Deoarece resursele financiare s-au epuizat în 1479, papa Sixtus al IV-lea a acordat o indulgență.
Cele două turnuri (turnul de nord cu 98.57 m, turnul de sud cu 0,12 m mai puțin) au fost finalizate în 1488, iar biserica a fost sfințită în 1494. Cu toate acestea, iarăși din cauza lipsei de bani, acoperișurile turnurilor planificate inițial în stil gotic nu au putut fi construite și turnurile au rămas neacoperite până în 1525. Hartmann Schedel a imprimat o imagine a Münchenului, inclusiv turnurile descoperit în celebra sa Cronică de la Nürnberg, cunoscută mai ales sub numele de Cronica lui Schedel.
Până atunci, cu toate acestea, din moment ce apa de ploaie se scurgea prin plafoanele celor două turnuri, s-a hotărât să se construiască acoperișuri cu un buget mult mai redus. În acest fel, catedrala a obținut celebrele sale cupole deasupra fiecărui turn și a devenit astfel un punct de reper al orașului. Modelul cupolelor a fost copiat după cel al Domului Stâncii din Ierusalim, care, la rândul său, s-a inspirat din arhitectura bizantină târzie.
În afară de faptul că avea pe atunci o altă (primă) biserică parohială, orașul München era populat de doar 13.000 de locuitori, dar a ridicat o simplă (a doua) biserică parohială care putea găzdui 20.000 de credincioși.
Catedrala a suferit pagube severe în timpul celui de-al doilea război mondial - acoperișul s-a prăbușit și unul din turnuri au suferit avarii majore. După război a început un major efort de restaurare, care a fost realizat în mai multe etape, dintre care ultima a fost finalizată în 1994.

## Arhitectură

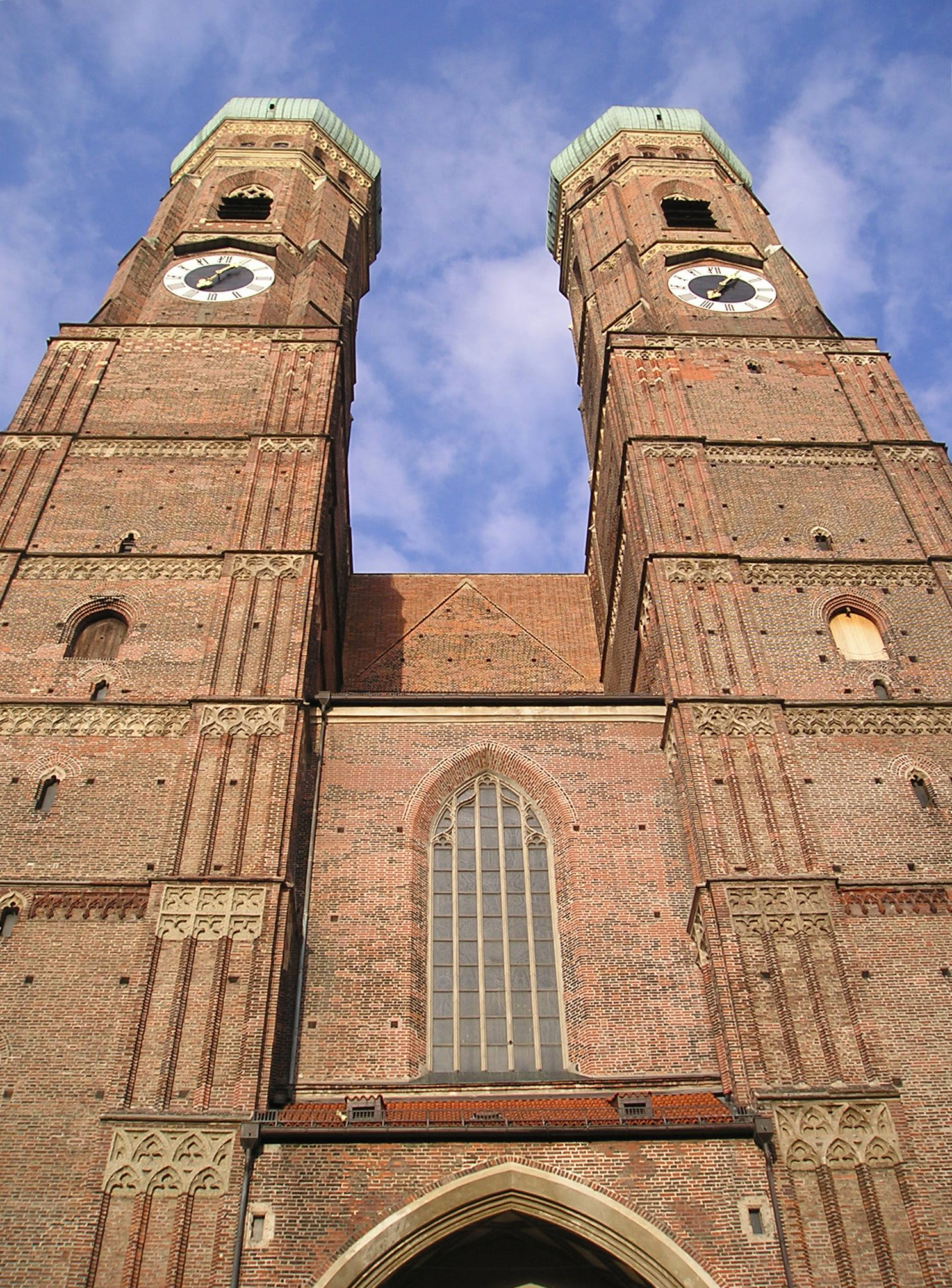
Frauenkirche, vedere în sus înspre turnuri

Frauenkirche a fost construită din cărămidă roșie în stil gotic târziu în doar 20 de ani. Clădirea este proiectată fără ornamente gotice bogate.
Clădirea din cărămidă în stil gotic târziu, cu capele în jurul absidelor, are 109 metri lungime, 40 de metri lățime și 37 de metri înălțime. Contrar unei legende larg răspândite care spune cele două turnuri cu cupolele lor caracteristice au o diferență de exact un metru înălțime, ele sunt aproape egale: turnul de nord are 98.57 metri, în timp ce turnul de sud are numai 98.45 metri, adică cu 12 cm mai puțin. Designul original a solicitat turle ascuțite la partea de sus a turnurilor, la fel ca la Domul din Köln, dar ele nu au fost niciodată construite din cauza lipsei de bani. În schimb, cele două cupole au fost construite în timpul Renașterii și nu se potrivesc stilului arhitectural al clădirii; cu toate acestea, ele au devenit un punct de reper distinctiv al orașului München.

## Interior

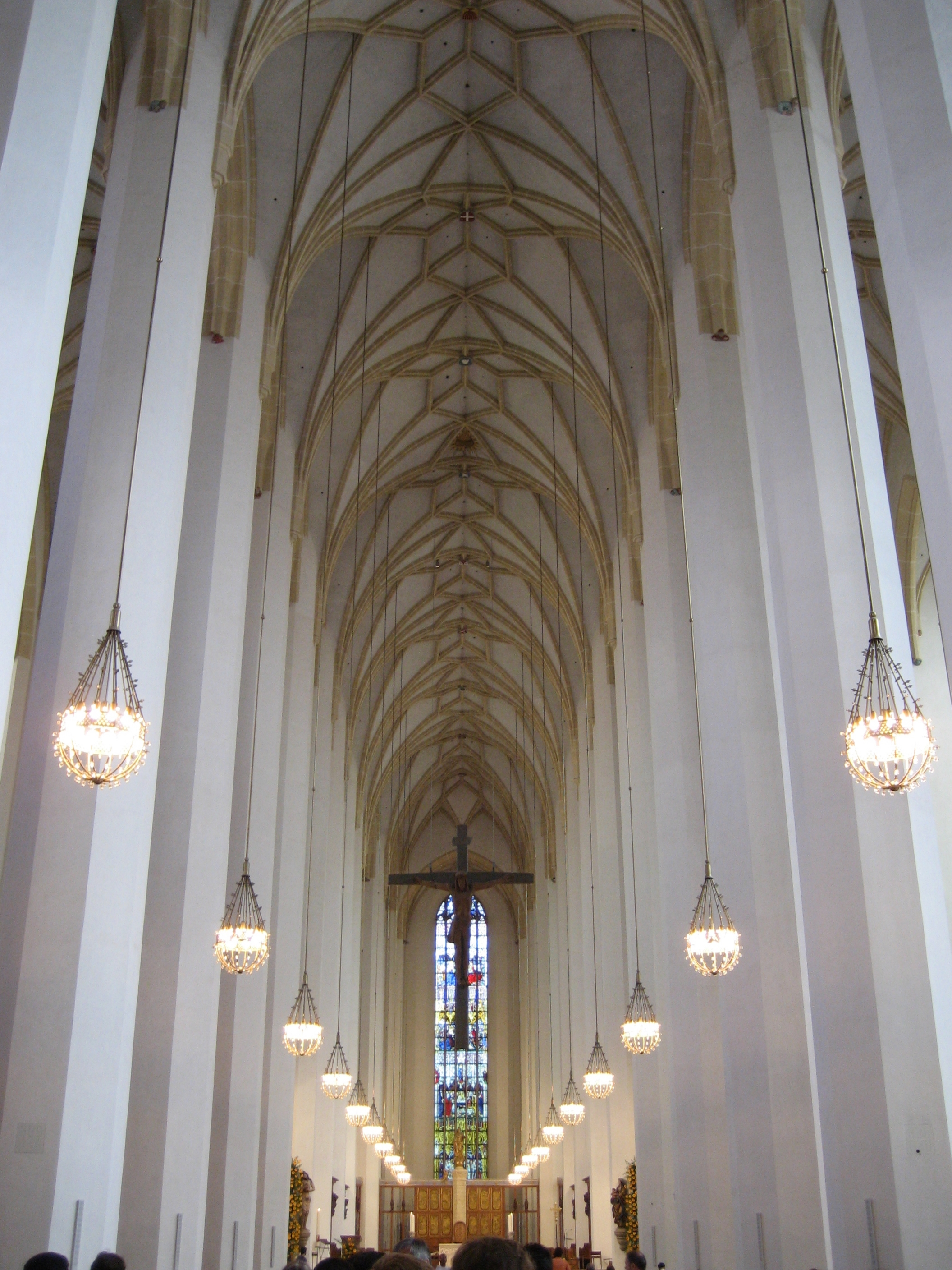
Interiorul catedralei din München

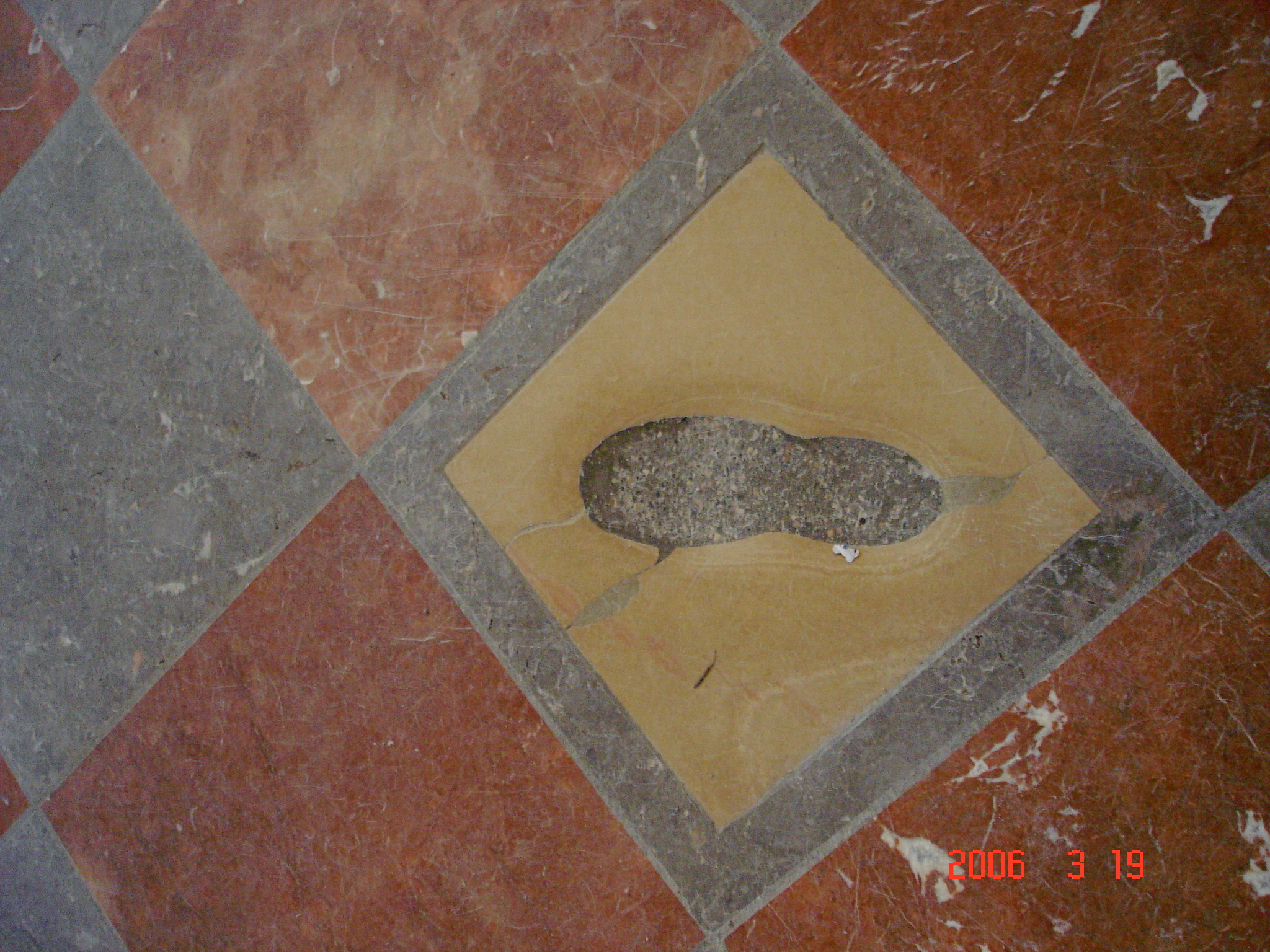
Pasul diavolului

Catedrala poate adăposti aproximativ 20.000 de oameni, iar mesa catolică are loc în mod regulat. Interiorul catedralei, care este printre cele mai mari biserici-hală din sudul Germaniei, este format din naos și două nave laterale de aceeași înălțime (31 metri). Arcadele au fost proiectate de către Heinrich von Straubing.
Construirea unei biserici cu o capacitate de 20.000 de persoane este surprinzătoare atunci când se ține cont de faptul că orașul avea la sfârșitul secolului al XV-lea doar aproximativ 13.000 de locuitori. Interiorul nu copleșește, în ciuda dimensiunilor sale, deoarece rândul dublu de coloane înalte de 22 de metri cntribuie la închiderea spațiului. Din portalul principal se pot vedea doar rânduri de coloane fără ferestre și cu bolți în care lumina pare să strălucească. Efectul spațial al bisericii este legat de o legendă despre o amprentă pe sol a piciorului într-o dală pătrată la intrarea în navă, așa-numitul "pas al diavolului".
O colecție bogată de opere de artă din secolul al XIV-lea al unor artiști notabili precum Erasmus Grasser, Jan Polack, Hans Krumpper și Ignaz Günther decorează iarăși interiorul catedralei după ultima sa restaurare. Nava gotică, mai multe vitralii în stil gotic, unele dintre ele făcute pentru biserica anterioară, și monumentul funerar al lui Ludovic al IV-lea, Împărat al Sfântului Imperiu Roman, sunt atracțiile sale majore.

### Teufelstrittsau Pasul Diavolului & vântul permanent
O mare parte din interior a fost distrus în timpul celui de-al doilea război mondial. O atracție care a supraviețuit este Teufelstritt sau Pasul Diavolului, aflat la intrare. Acesta este un semn negru care seamănă cu o amprentă de picior și care, conform legendei, s-a întipărit acolo atunci când diavolul a privit curios și a ridiculizat biserica "fără ferestre" pe care a construit-o Halsbach. (În epoca barocă altarul ascundea o fereastră în capătul bisericii de pe care se poate observa acum, stând în picioare, în holul de la intrare.)
După o altă versiune a legendei, diavolul a făcut o înțelegere cu constructorul pentru a finanța construcția bisericii cu condiția ca aceasta să nu conțină nici o fereastră. Inteligentul constructor l-a păcălit totuși pe diavol așezând coloane astfel ca ferestrele să nu fie vizibile din locul unde privea diavolul. Când diavolul a descoperit că a fost înșelat, el nu a putut intra în biserica deja consacrată. Diavolul putea sta doar în pridvor și a lovit furios cu piciorul, care și-a lăsat amprenta întunecată, ce este și astăzi vizibilă la intrarea în biserică.
Legenda spune, de asemenea, că diavolul a ieșit afară în grabă și și-a manifestat spiritul său malefic prin vântul care se dezlănțuie cu furie în jurul bisericii.
O a doua versiune a acelei părți din legendă este că diavolul a venit pentru a vedea locul de construcție călătorind cu vântul. După ce și-a pierdut complet cumpătul, el i-a luat pe oaspeți practic cu asalt, uitând de vântul care continua să bată în jurul bisericii până în ziua când diavolul va reveni să-l ridice din nou!

## Necropolă

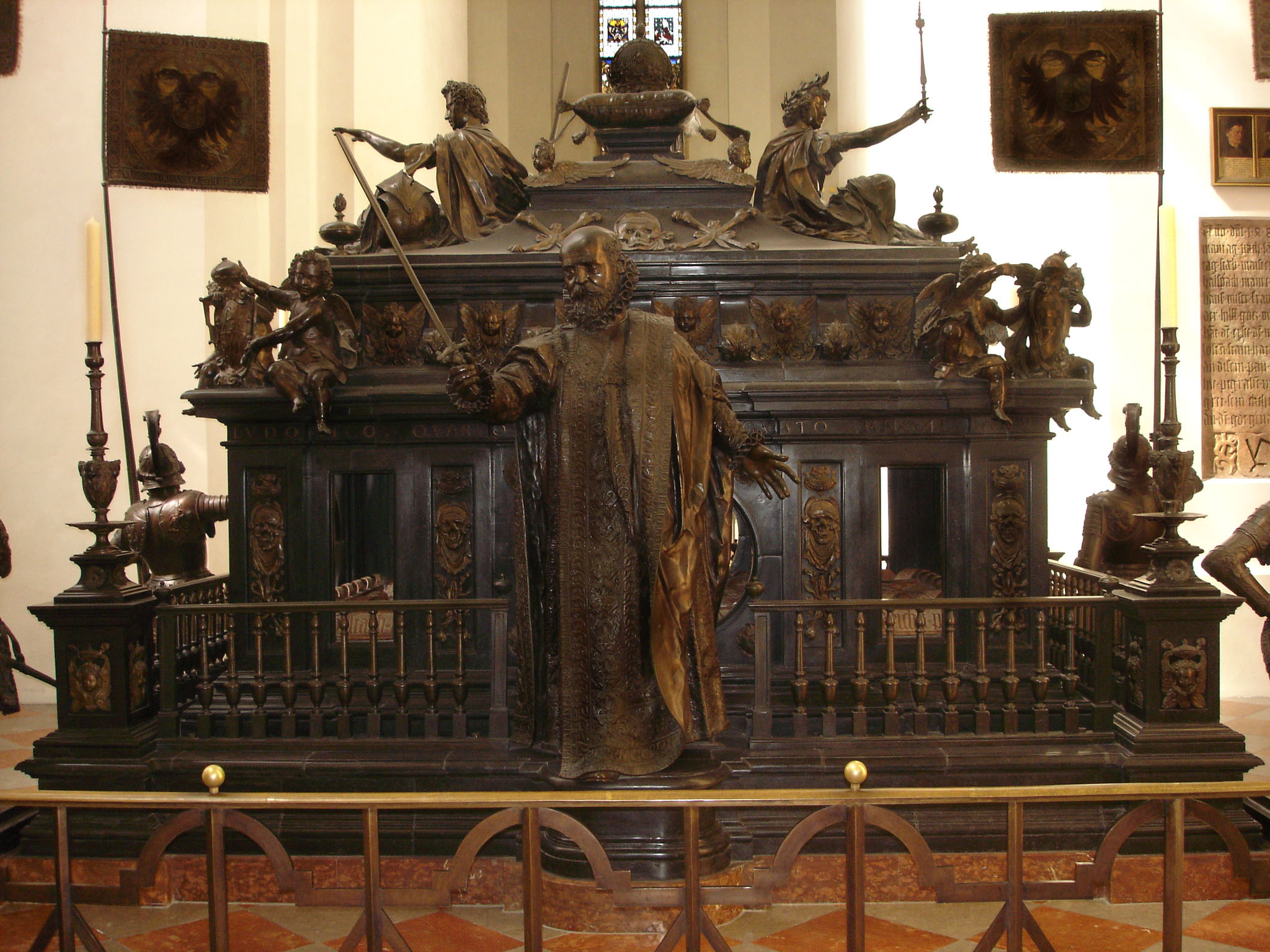
Cenotaful împăratului Ludovic al IV-lea, confecționat de Hans Krumpper

În criptă se află mormintele unor arhiepiscopi ai Arhidiecezei de München și Freising, ale unor membri ai dinastiei Wittelsbach, precum și mormântul unui arhiepiscop al Arhidiecezei de București:
- Ludovic al IV-lea, Împărat al Sfântului Imperiu Roman
- Regele Ludovic al III-lea
- Joseph Schubert (1890-1969), arhiepiscop de București, deținut politic
- Julius Döpfner (1913-1976), cardinal